# 脳内百景
『脳内百景』（のうないひゃっけい）は、日本のロックバンド、フラワーカンパニーズの11枚目のスタジオ・アルバム。2006年7月5日、トラッシュレコーズよりリリース。

## 概要
前作より1年7ヶ月ぶりのリリース。エンハンスドCD仕様で、「はぐれ者讃歌」のPVが収録されている。本作がトラッシュレコーズからリリースされた最後のオリジナルアルバムとなった。

## 収録曲
| 全作詞: 鈴木圭介、全編曲: フラワーカンパニーズ。 |                               |           |                            |      |
| #                                                | タイトル                      | 作詞      | 作曲                       | 時間 |
| 1.                                               | 「たまらないZE」              | 鈴木圭介  | グレートマエカワ、鈴木圭介 | 2:47 |
| 2.                                               | 「はぐれ者讃歌」              | 鈴木圭介  | 鈴木圭介                   | 4:07 |
| 3.                                               | 「ギャンブル天国」            | 鈴木圭介  | 鈴木圭介                   | 3:11 |
| 4.                                               | 「パンクはうまく踊れない」    | 鈴木圭介  | 鈴木圭介                   | 2:23 |
| 5.                                               | 「脳内百景」                  | 鈴木圭介  | 鈴木圭介                   | 3:51 |
| 6.                                               | 「年をとるってこと」          | 鈴木圭介  | 鈴木圭介                   | 3:38 |
| 7.                                               | 「哀愁生活」                  | 鈴木圭介  | 鈴木圭介                   | 3:41 |
| 8.                                               | 「素寒貧ロック」              | 鈴木圭介  | 鈴木圭介                   | 2:33 |
| 9.                                               | 「どしゃぶり天国」            | 鈴木圭介  | グレートマエカワ           | 2:39 |
| 10.                                              | 「MY LIFE WITH A DOG」        | 鈴木圭介  | 鈴木圭介                   | 3:54 |
| 11.                                              | 「波打ち際のバラード」        | 鈴木圭介  | 鈴木圭介                   | 2:44 |
| 12.                                              | 「破れ傘の数え唄」            | 鈴木圭介  | フラワーカンパニーズ       | 4:33 |
| 13.                                              | 「It's Only Rock'kyun' Roll」 | 鈴木圭介  | 鈴木圭介                   | 2:47 |
| 14.                                              | 「帰り道」                    | 鈴木圭介  | 鈴木圭介                   | 2:43 |
| 15.                                              | 「はじまりのシーン」          | 鈴木圭介  | 鈴木圭介                   | 6:28 |
| 合計時間:                                        | 合計時間:                     | 合計時間: | 51:59                      |      |

## 演奏
フラワーカンパニーズ
- 鈴木圭介 - ボーカル、ハープ
- グレートマエカワ - ベース
- 竹安堅一 - ギター
- ミスター小西 - ドラムス